# James Hogge
James Myles Hogge (* 19. April 1873; † 27. Oktober 1928) war ein britischer Politiker.

## Leben
Hogge wurde 1873 als Sohn von Robert Hogge und dessen Ehefrau Mary Ann geboren. Er besuchte die Church of Scotland Normal School in Edinburgh sowie die Universität Edinburgh. 1905 ehelichte er die aus Malton in Yorkshire stammende Florence Metcalfe. Er verstarb im Jahre 1928 im Alter von 55 Jahren.

## Politischer Werdegang
Bereits zu Studienzeiten war Hogge Vorsitzender der lokalen liberalen Hochschulgruppe. Später vertrat er die Liberal Party als Mitglied des Stadtrates von York. Erstmals trat Hogge bei den Unterhauswahlen im Dezember 1910 zu Wahlen auf nationaler Ebene an. Er bewarb sich um das Mandat des Wahlkreises Glasgow Camlachie, konnte sich jedoch mit einer Differenz von nur 26 Stimmen nicht gegen den Konservativen Halford Mackinder durchsetzen.
Seit 1909 hatte sein Parteikollege Sir James Gibson, 1. Baronet das Unterhausmandat des Wahlkreises Edinburgh East inne. Als Gibson 1912 verstarb, wurden in diesem Wahlkreis Nachwahlen erforderlich. Zu diesen trat Hogge für die Liberalen gegen den Konservativen John Gordon Jameson an. Am Wahltag erhielt Hogge die Stimmmehrheit und zog erstmals in das britische Unterhaus ein. Bei den folgenden Wahlen 1918 verteidigte Hogge sein Mandat und fungierte während der anschließenden Wahlperiode im Parlament als Whip der Liberalenfraktion. Auch bei den Wahlen 1922 und 1923 hielt Hogge das Mandat für die Liberal Party. Bei den Unterhauswahlen 1924 trat mit Drummond Shiels erstmals ein Kandidat der Labour Party im Wahlkreis Edinburgh East an. Am Wahltag erhielt dieser den größten Stimmenanteil. Hogge verlor massiv Stimmen und blieb auch hinter dem Unionisten Charles Black Milne zurück. Er schied aus dem House of Commons aus und trat zu keinen weiteren Wahlen an.